# Byadarahalli Kaval, Turuvekere
Byadarahalli Kaval là một làng thuộc tehsil Turuvekere, huyện Tumkur, bang Karnataka, Ấn Độ.